# Skillet

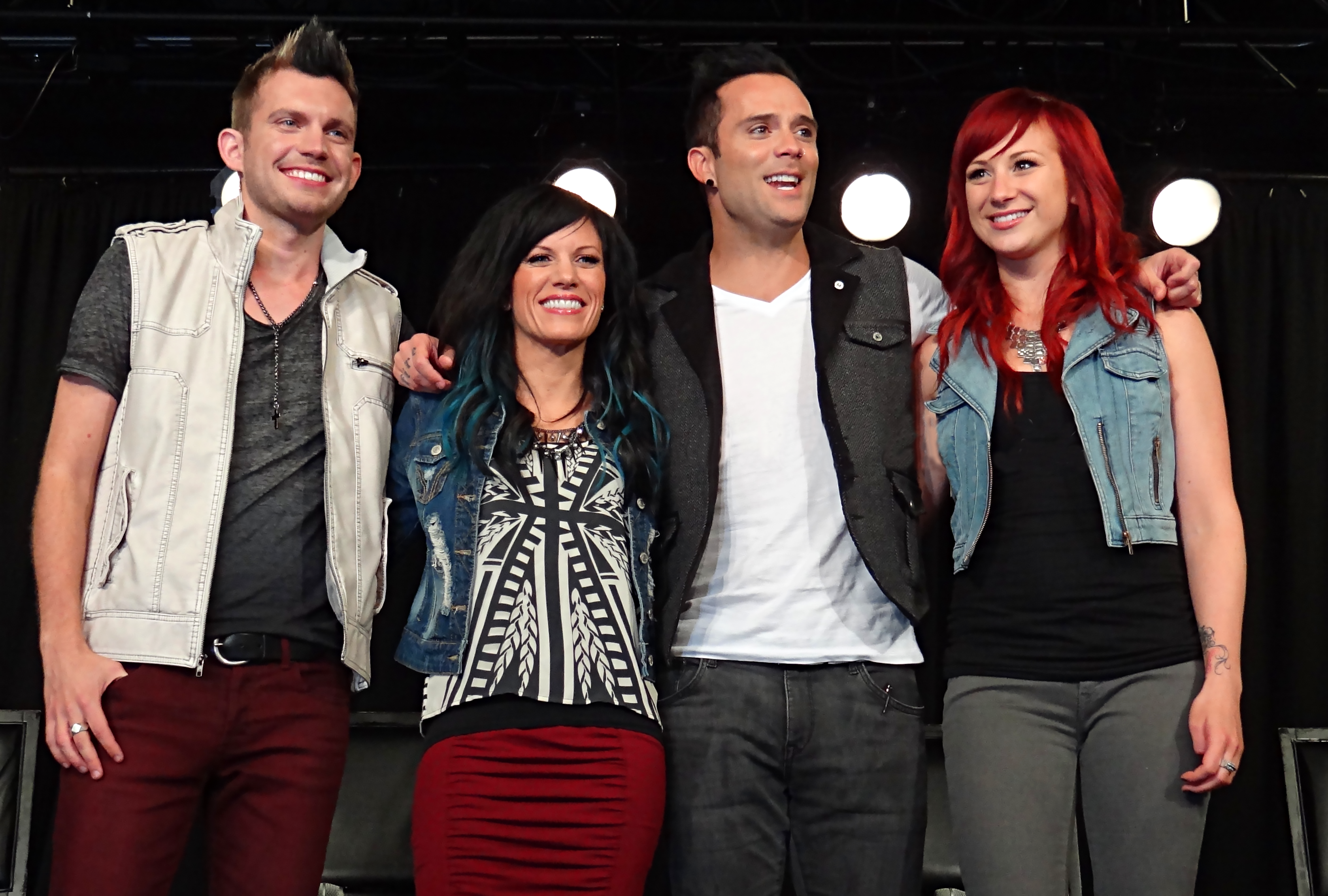
Integrantes da banda Skillet

Skillet é uma banda americana de rock cristão de Memphis, Tennessee, formada em 1996. A banda é composta por John Cooper (vocalista principal, baixista, e líder da banda), Korey Cooper (guitarrista, tecladista e backing vocal, e que é casada com o John Cooper), Seth Morrison (guitarrista) e Jen Ledger (Baterista). Skillet gravou dez álbuns em estúdio e foi indicado ao Grammy Awards com dois deles, Collide (2003) e Comatose (2006). De lá pra cá, a banda tem se expandido em muitos gêneros diferentes, incluindo metal alternativo, metal progressivo e metal sinfônico.

## História
A banda surgiu em 1996 com apenas John Cooper e Ken Steorts. Com pouco tempo,Trey McClurkin se juntou como baterista temporário. A banda assinou com a ForeFront Records e logo lançaram o álbum Skillet que foi bem aceito pelo público e logo iniciaram uma pequena turnê.
Em 1998, a banda lançou seu segundo álbum, Hey You, I Love Your Soul. A diferença entre este e o primeiro álbum está na dependência dos teclados.
Pouco antes da gravação do terceiro álbum, Invincible - lançado em 2000, Ken Steorts deixa a banda e Kevin Haaland assume o posto de guitarrista. Após o lançamento de Invincible, Trey McClurkin também deixa a banda e Lori Peters assume a bateria. No mesmo ano, a banda lança seu primeiro CD, Ardent Worship.
Mais uma vez, agora em 2001, o posto de guitarrista é mudado, assim, Ben Kasica assume o lugar de Kevin Haaland. Esse ano também é marcado pelo lançamento de Alien Youth, que foi muito bem aceito pelo público, levando o Skillet a sua primeira grande turnê pelos Estados Unidos.
Em 2003, pelo selo Ardent Records, a banda lança Collide, que chamou a atenção de Andy Krap, presidente da A & R da Lava Records e, em 2004, os direitos de Collide foram comprados pela Lava Records, uma divisão da Atlantic Records. Em maio de 2004, Collide foi relançado sob o selo da Lava Records, com uma faixa bônus: "Open Wounds". Citando Linkin Park e P.O.D. como algumas das influências musicais de Collide, John Cooper disse: "Bem, eu sou um compositor e ouço de tudo, mas filtro o que eu gosto e o que eu não gosto. Todas essas coisas tem tido uma influência sobre mim".
O álbum Collide trouxe a Skillet a sua primeira indicação do Grammy Awards de 2005 como "Melhor Álbum de Rock do Ano". Ele se tornou o álbum mais vendido até a data da premiação, com mais de 200.000 cópias, enquanto a banda fazia cerca de 200 apresentações em um ano - incluindo turnês com as bandas seculares Saliva, Shinedown, Finger Eleven, Three Days Grace, Breaking Benjamin e Seether.
O próximo álbum lançado foi Comatose, em 2006, com arranjos específicos e levando a banda a sua segunda indicação ao Grammy Awards de 2007 como "Melhor Álbum de Rock ou Rap do Ano" e à vitória na indicação ao GMA Dove Awards de 2008 na categoria de "Melhor Música de Rock do Ano" com a canção "Comatose".
Em 2007, Skillet lançou o Comatose (Deluxe Edition) e o The Older I Get EP.
Em janeiro de 2008, a baterista Lori Peters deixa a banda para "escrever um novo capítulo em sua vida, agora longe da estrada" e a bateria é assumida por Jen Ledger. Em outubro de 2008, Skillet lançou Comatose Comes Alive, que foi gravado em um show no Tennessee (EUA) em abril de 2008.
Em agosto de 2009 é lançado o álbum Awake, que após 20 semanas já contabilizou 300.000 cópias vendidas. É um álbum com o estilo bem semelhante ao anterior, o Comatose. Suas duas faixas mais conhecidas, Hero e Monster foram lançadas anteriormente como singles, tendo alcançado altos índices de audiência nas rádios locais e foram colocadas no WWE SmackDown vs. Raw 2010.
Em defesa aqueles que dizem que os integrantes do Skillet não segue princípios cristãos: "Posso ter piercing, brinco e parecer um emo como dizem, mas nunca deixei de ser cristão por dentro, isso não interfere em nada, o importante é o que você tem por dentro, isso o torna um verdadeiro cristão ou não", disse John Cooper em entrevista à Artisan News.
Em 2011, a música Awake and Alive é escolhida para fazer parte da trilha sonora do filme Transformers 3: O Lado Oculto da Lua.

### Saída de Ben Kasica e novo guitarrista
No dia 14 de fevereiro de 2011, a banda postou uma nota no Facebook anunciando a saída do guitarrista Ben Kasica, após 10 anos com a banda. O guitarrista resolveu seguir um caminho longe dos palcos, sendo apenas produtor musical.
Logo após a saída de Ben, a banda saiu em busca de um novo guitarrista e achou Seth Morrison, que por acaso era fã da banda. Segundo o próprio Seth, o produtor ligou para ele no meio da madrugada perguntando se ele queria viajar na próxima tour do Skillet. A resposta de Morrison foi óbvia, assim como a aceitação dos fãs logo após seu ingresso na banda. Durante o ano de 2012, a banda não participou de outras turnês, fazendo apenas shows solo.

### Rise
Em 2013, enquanto a banda estava preparando seu próximo álbum, o álbum Awake foi certificado com Disco de Platina, por vender mais de 1 milhão de cópias somente nos EUA, a primeira da banda.
Em abril de 2013, a banda anunciou o seu novo trabalho inédito, Rise, que foi lançado em 25 de junho. Antes do lançamento, dois singles do novo álbum, “Sick Of It” e “American Noise” respectivamente, foram liberados no iTunes.

### UnleashedeVictorious
Em agosto de 2016, foi lançado o álbum Unleashed. Um ano depois, em novembro de 2017 foi lançada uma edição especial, chamada Unleashed Beyond (Special Edition), trazendo 8 novas músicas, entre elas, 3 remixes "Feel Invincible" (Y2K Remix), "The Resistance" (Soli Remix) e "Stars" (Film Version).
Em de agosto de 2019, foi lançado o álbum Victorious. Três singles foram lançados, são eles: "Legendary", "Anchor" e "Save Me". O portal Loudwire o elegeu como um dos 50 melhores discos de rock de 2019.
Um ano depois em 2020 foi lançada a edição deluxe Victorious: The Afhtermath

## Turnês

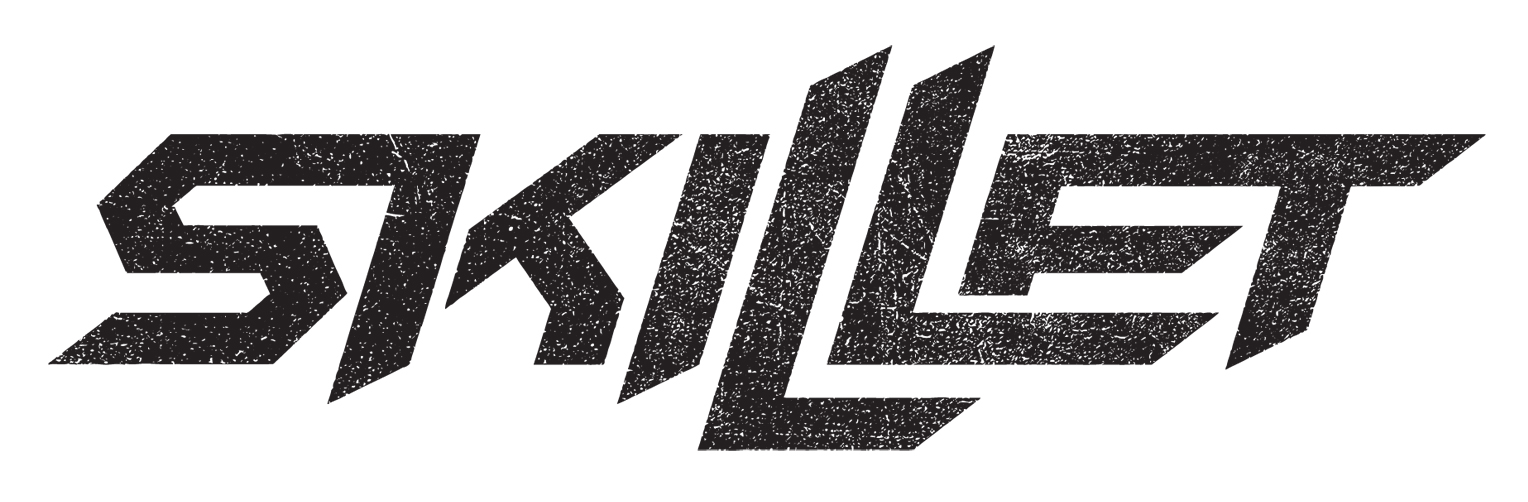
Logo da banda

Desde o início da banda, o Skillet sempre fez turnês ao lado de outras bandas, com o objetivo de contemplar um público maior a cada show. Apenas em 2001, após o lançamento do álbum Alien Youth, a banda conseguiu fazer a sua primeira grande turnê como banda principal, a turnê levou o nome do próprio álbum.
Após o lançamento do álbum Collide, a banda conseguiu atingir ainda mais fãs e se consolidou como uma banda com grande potencial para turnês próprias, assim, a turnê do álbum Collide aconteceu tranquilamente para a banda e rendeu, inclusive, um show único na Austrália, promovido pela parceria da banda com uma igreja local.
A banda realizou uma turnê no outono de 2007 com bandas já conhecidas do público, como Breaking Benjamin, Three Days Grace e Seether. Além dessas bandas, abriram alguns shows de Flyleaf na turnê Justice & Mercy (2007) que foi cancelada devido alguns problemas vocais de Lacey Mosley, vocalista do Flyleaf.
A banda também se juntou a Ron Luce & Teen Mania Ministries para uma turnê, Acquire Fire Tour pelos Estados Unidos e Canadá.
Uma das turnês da banda ocorreu entre março e maio de 2008, com Thousand Foot Krutch abrindo os shows, na intitulada Comatose Tour. A banda participou de vários festivais, entre eles o SoulFest - evento com vários artistas, o Winter Jam Tour 2008 e California Mid State Fair 2008.
No outono de 2009, Skillet iniciou uma turnê com Hawk Nelson, Decyfer Down, e The Letter Black, para promover o álbum Awake. A turnê se chamava "Awake & Alive Tour" e eles se apresentaram em 52 cidades. A turnê durou de outubro até janeiro.
Em 2010, a turnê do álbum Awake continuou até o lançamento de uma turnê com a banda Creed, que foi bem curta. Após o fim dessa turnê, a banda continuou fazendo shows solo para a divulgação do álbum Awake.
Em Janeiro de 2011, o Skillet voltou à Austrália, e dessa vez fez shows em Melbourne, Sydnei e Brisbane. Entre abril e maio, a banda foi escalada para uma grande turnê chamada "Avalanche Tour", que contou com bandas como Stone Sour e Halestorm. A turnê passou por 34 cidades e praticamente todos os shows foram esgotados. Essa turnê gerou alguns comentários entre os fãs e a mídia cristã, que criticou o Skillet por estar, constantemente, em turnês com bandas que não eram cristãs. Após o fim da mesma, a banda repetiu o que havia feito em 2010 e voltou aos shows solo para divulgação do álbum Awake.
Já no segundo semestre desse mesmo ano, a banda realiza sua primeira turnê internacional, fazendo shows na Ásia e Europa. A turnê não recebeu um nome específico. A banda declarou, em seus podcasts disponibilizados na internet, que não esperava a grande quantidade de fãs que eles descobriram que têm nos países por onde a turnê passou, principalmente no Japão - onde a banda apelidou seus fãs de Japan heads - e na Rússia, onde os fãs fizeram um flashmob com corações de papel durante a música "Lucy", no show realizado em Kaliningrad.
Em outubro de 2013, a banda fez uma "mini turnê" na América do Sul, passando pelas capitais do Brasil (Recife e São Paulo) e Colômbia (Bogotá) . Durante o show em Recife, no dia 03 de outubro, perto do encerramento do show, a banda anunciou ao público que foi o melhor show que já fizeram, desde o começo de suas carreiras.

## Integrantes
| - John Cooper - vocal, baixo e teclado (1996-presente), bateria (2008-presente) - Korey Cooper - guitarra base, teclado e backing vocals (1999-presente) - Jen Ledger - bateria e voz (2008-presente) - Seth Morrison - guitarra solo e backing vocals (ao vivo) (2011-presente) - Ken Steorts - guitarra solo e base (1996–1999) - Trey McClurkin - bateria (1996–2000) - Daniel Stiefel - guitarra solo (1999) - Kevin Haaland - guitarra solo (1999–2001) - Lori Peters - bateria (2000–2007) - Ben Kasica - guitarra solo (2001–2011) - Jonathan Salas - guitarra solo (2011) | - Billy Dawson - guitarra base e solo (2000) - Faith Stern - teclado e vocal (2002–2003) - Chris Marvin - guitarra base, solo e backing vocal (2002–2003, 2005–2006) - Andrea Winchell - teclado (2005–2006) - Scotty Rock - baixo (2009-2011) - Tate Olsen - violoncelo (2008-presente) - Jonathan Chu - violino (2008-2015) - Drew Griffin - violino (2017) |

## Discografia

### Álbuns de estúdio
- Skillet (1996)
- Hey You, I Love Your Soul (1998)
- Invincible (1999)
- Alien Youth (2001)
- Collide (2003)
- Comatose (2006)
- Awake (2009)
- Rise (2013)
- Unleashed (2016)
- Victorious (2019)
- Dominion (2022)

### Álbuns ao vivo
- Ardent Worship (2000)
- Comatose Comes Alive (2008)

### EPs
- Alien Youth: Rare Cuts (Limited Edition) (2001)
- The Older I Get (2007)
- iTunes Session ([2010)
- Awake and Remixed (2011)

### Outros projetos
- Skillet Piano Tribute (2008 - 2013)
- A String Tribute to Skillet (2010)
- The Early Years (1996-2001) (2010)

### Participações especiais
- Música "Last Day Of Summer" para o álbum "Surfonic Water Revival", em 1998
- Música "Stand" para o álbum "Veggie Rocks", em 2004
- Participação de John Cooper na faixa "Tonight", do artista "Toby Mac", em 2010
- Participação de John Cooper na faixa "Zombie", da banda "We As Human", em 2013

## Videografia

### DVD's
- Alien Youth: The Unplugged Invasion (2002)
- Comatose Comes Alive (2008)
- Awake & Live - Rise Deluxe (2013)

### Clipes
| - I Can - Gasoline - Saturn - More Faithful - Best Kept Secret - Alien Youth - Savior - Rebirthing - Whispers In The Dark - The Older I Get - Looking For Angels - Monster - Hero - Awake and Alive - Sick Of It (Fan Lyric Video) - American Noise (Lyric Video) - Sick Of It | - Rise (Lyric Video) - Not Gonna Die' (Lyric Video) - American Noise (Lyric Video) - (Sem nenhum motivo aparente, esse vídeo esta duplicado no canal oficial da banda, no YouTube) - Circus For a Psycho (Não lançado oficialmente, apenas aparecia nos telões dos shows) - Not Gonna Die - Feel Invincible - Stars - Stars (The Shack Version) - Back From The Dead - Lions (Lyric Video) - The Resistance (Lyric Video) - Breaking Free (Feat. Lacey Sturm) - Brave (Lyric Video) - Legendary (Lyric Video) - Anchor (Lyric Video) - Save Me (Lyric Video) - Legendary |